# Calle de Echaide
La calle de Echaide es una vía pública de la ciudad española de San Sebastián.

## Descripción
La vía, que ostenta el título actual desde 1866, nace de la avenida de la Libertad, donde conecta con la calle de Oquendo, y discurre hasta llegar al paseo de los Fueros, con cruce a medio camino con la calle de San Marcial. Honra con el nombre a Juan de Echaide (1577-1657), marino natural de la ciudad al que durante años se atribuyó el descubrimiento de Terranova. Aparece descrita en Las calles de San Sebastián (1916) de Serapio Múgica Zufiria con las siguientes palabras:

Calle de Echaide.—Juan de Echaide, a quien se dedicó esta calle, era un célebre marino de San Sebastián que floreció el siglo XVI, e hizo no pocos viajes a Terranova, en donde dió su nombre a un puerto descubierto por él. Por mucho tiempo se ha asegurado que llegó a Terranova antes que ningún otro europeo pisase el Continente Americano, y se ha querido remontar su existencia nada menos que al siglo XIV, pero el Señor Marqués de Seoane en su interesante libro sobre Navegantes Guipuzcoanos, hace ver que tal aserción es inexacta, y con datos documentales demuestra que Echaide vivía en el último tercio del siglo XVI, y que antes que él, frecuentaron otros marinos los bancos de Terranova, entre ellos algunos de Orio.

El acuerdo de poner su nombre a una calle es de 12 de Septiembre de 1866.
(Múgica Zufiria, 1916, p. 27)